# Saint-Marcel (Québec)
Pour les articles homonymes, voir Saint-Marcel.
Saint-Marcel est une municipalité du Québec située dans la MRC de L'Islet dans la Chaudière-Appalaches.

## Histoire
En 1865 est établi le Canton d'Arago (en l'honneur de l'astronome et homme politique français François Arago (1786-1853). Les frères Pelletier, originaires du village proche de Saint-Cyrille, furent les premiers occupants des lieux.  Parmi les premiers établissement du secteur, on compte une mission établie en 1882, qui sera élevée civilement en 1904 et canoniquement en 1924 comme la paroisse de "Saint-Marcel-de-l'Islet".  La municipalité de Saint-Marcel est formée en 1956 sous le même nom.  Bien que les raisons exactes de l'appellation de la première mission ne soit pas connu, les sources indiquent qu'il fait selon toute probabilité ultimement référence à saint Marcel Ier, pape de 308 à 309, sous l'empereur romain Maxence.  Parce que jadis certains habitants du village avaient pris l'habitude de porter de larges chapeaux tressés avec de la paille, les Marcellois ont reçu le surnom de Chapeaux de Paille.
Entre 1981 et 2001, la population de la municipalité s'est réduite de 18 %, affectée par la dénatalité et le vieillissement de la population.

### Chronologie
- 5 juillet 1904 : érection de la municipalité du canton d'Arago.
- 18 août 1956 : la municipalité du canton d'Arago devient la municipalité de Saint-Marcel.
- 15 mars 1969 : la municipalité change de nom pour Saint-Marcel.

## Géographie
Saint-Marcel est située à 130 km de Québec au sud-est de la région Chaudière-Appalaches, dans le secteur "Côte-du-sud", sur le plateau appalachien. Près de la frontière américaine, on la retrouve à mi-chemin entre Sainte-Félicité et Sainte-Apolline-de-Patton. Le paysage est constitué de collines et de vallées variant entre 250 et 450 mètres d'altitude. 
Sur le territoire de la municipalité se trouve la forêt ancienne de la Rivière-Rocheuse.

### Hydrographie
L'hydrographie du secteur compte plusieurs plans et cours d'eau, Saint-Marcel étant à la limite de deux bassins versants, celui de l'estuaire fluvial du Saint-Laurent et celui du fleuve Saint-Jean.

#### Bassin du Saint-Laurent
À partir du la d'Apic dans le nord-ouest de la municipalité, le Bras d'Apic coule vers le nord.

#### Bassin du Saint-Jean
La Grande rivière Noire coule vers le nord-est le long de la limite sud-est de la municipalité où la Grande rivière Noire Est, qui vient du sud, a sa confluence.
À partir de leur crénon les rivières Buckley, Ratsoul et Rocheuse coulent vers le sud-est jusqu'à leur confluence avec la Grande rivière Noire.
À partir de son crénon dans le nord-est la rivière Tenturette coule vers le sud-est jusqu'à sa confluence avec la rivière Ratsoul.
À partir de son crénon dans le sud-est de la municipalité, la rivière de la Savane coule vers le nord-est.

## Démographie
| 1996 | 2001 | 2006 | 2011 | 2016 | 2021 |
| ---- | ---- | ---- | ---- | ---- | ---- |
| 548  | 531  | 527  | 439  | 428  | 422  |

## Administration
Les élections municipales se font en bloc pour le maire et les six conseillers.
| Saint-Marcel Maires depuis 2003                                                                                       |                    |                     |          |
| Élection | Maire              | Qualité             | Résultat |
| 2003 | Clément Bernier    |                     | Voir     |
| 2005 | Clément Bernier    | Voir                |          |
| 2009 | Clément Bernier    | Voir                |          |
| 2013 | Eddy Morin         |                     | Voir     |
| 2017 | Eddy Morin         | Voir                |          |
| déc. 2019 | Hervé Dancause     | Maire suppléant     | Voir     |
| janv. 2020 | Jocelyne Couillard | Mairesse suppléante | Voir     |
| juin 2020 | Hervé Dancause     |                     | Voir     |
| 2021 | Mélanie Bourgault  |                     | Voir     |
| Élection partielle en italique Depuis 2005, les élections sont simultanées dans toutes les municipalités québécoises. |                    |                     |          |

## Activité économique
L'agriculture (élevage de bovins laitier et particulier) et l'acériculture est la principale activité des lieux et a surpassé l'exploitation forestière, en plus de la présence de carrière et de sablière.  On compte au lac d'Apic un site de villégiature comprenant un sentier d'interprétation de la nature.  De plus, l'ancien presbytère a été transformé en auberge où l'on propose des repas gastronomiques et des produits du terroir.